# Paulo Hakimian
Paulo León Hakimian (Cairo, 11 de novembro de 1953 — Buenos Aires, 6 de novembro de 2024) foi um bispo católico, Exarca Apostólico para os fiéis de Rito Armênio residentes na América Latina e México.

## Biografia
Filho de Levon Hakimian e Salma Assalian, Dom Paulo nasceu na cidade do Cairo, no Egito, em 11 de novembro de 1953. Ali completou seus estudos primários no Colégio De La Salle Brothers. Em 1967, aos 13 anos, foi para a Argentina com sua mãe e irmã, onde se encontravam seus avós maternos e tios. Em Buenos Aires concluiu seus estudos escolares e mais tarde chegou a trabalhar por cinco anos no Banco Boston, na capital argentina. 
Em 1976, depois de sentir o chamado ao sacerdócio, Dom Paulo entrou no Pontifício Seminário Armênio Levonian em Roma, onde estudou Patrologia e Liturgia Armênia e na Universidade São Tomás de Aquino concluiu o bacharelato em Filosofia e Teologia com especialização em Pastoral Social. Em 14 de agosto de 1981 foi ordenado sacerdote na Festa da Assunção da Virgem, por Dom Hovannes Kasparian, então Arcebispo de Bagdá dos armênios, na Catedral Armênia Católica de Nossa Senhora de Narek, em Buenos Aires. Após sua ordenação, ele retornou a Roma para completar seus estudos na Universidade São Tomás de Aquino. 
Em agosto de 1982, finalmente, ele retornou a Buenos Aires, onde exerceu o seu sacerdócio como vigário da Paróquia Nossa Senhora de Narek. Em 1985, enviado ao Brasil, serviu por dois anos na paróquia armênia de São Paulo. Durante esse tempo, juntamente com Dom Vartan Waldir Boghossian, fez visitas pastorais às comunidades armênias na Venezuela, México, Chile e Uruguai. Retornando à Argentina, ele serviu como protosincelo (vigário-geral) na eparquia armênia. Em 2002, foi nomeado administrador patriarcal da eparquia armênia do Egito, cargo que ocupou por nove meses, até ser enviado novamente ao Brasil. Em março de 2005, foi pároco da Paróquia de Nossa Senhora de Narek e capelão do Colégio Armênio Mekhitarista de Buenos Aires.
Hakimian faleceu aos 71 anos em Buenos Aires, no dia 6 de novembro de 2024, dias antes de completar 71 anos.

## Episcopado
Em 04 de julho de 2018, foi nomeado Bispo dos Armênios Católicos da América Latina, tendo feito sua ordenação episcopal em 29 de setembro de 2018, em Roma, pelo Patriarca dos católicos armênios, Gregório Pedro XX. O novo Exarca sucedeu a Dom Vartan, que esteve à frente da Igreja Católica Armênia no continente por 37 anos e teve seu pedido de renúncia por limite de idade aceito pelo Papa Francisco.